# Thomas Harriot
Thomas Harriot (n. cca. 1560, Oxford - d. 2 iulie 1621, Londra) a fost un astronom englez, matematician, etnograf și traducător. Unele surse folosesc numele Harriott, altele Hariot sau Heriot. El este creditat adeseori cu introducerea cartofului în Marea Britanie și în Irlanda. Harriot a fost prima persoană care a realizat un desen al Lunii printr-un telescop, pe 26 iulie 1609, cu peste patru luni înainte de Galileo Galilei. A observat petele solare în decembrie 1610.
A formulat expresia ariei triunghiului sferic.